# Андромедас гатве
А́ндромедас га́тве (латыш. Andromedas gatve, дословно «Аллея Андромеды») — небольшая внутриквартальная улица в Риге, расположенная в районе Пурвциемс. Имеет выход к улице Гунара Астрас и Джохара Дудаева гатве. Длина улицы — 555 метров.
Название улицы утверждено в 1975 году. Застроена типовыми 5-этажными домами. Также на Андромедас гатве расположена Рижская средняя школа № 80.